# 卢德 (以色列中央区)
卢德是以色列中央区的一座城市，距离第二大城市特拉维夫约15公里，人口约6.7万（2006年）。
以色列最大最繁忙的机场本·古里安国际机场位于卢德。